# Kazimiera Bujwidowa
Kazimiera Bujwidowa est une féministe et journaliste polonaise, née Klimontowicz le 16 octobre 1867 à Varsovie et morte le 8 octobre 1932 à Cracovie.
Fondatrice du premier lycée pour filles en Pologne, elle milite pour l'éducation et le droit de vote des femmes.

## Biographie

### Enfance
Fille unique de Ludwika Szczęśniewska et Kasimierz Klimontowicz, cadet d'une famille de petite noblesse d'origine lituanienne, sa naissance hors mariage n'empêche pas son père de lui donner son nom et de les soutenir financièrement, elle et sa mère. 
Elle est élevée par sa tante Karolina Petronela Klimontowicz après la mort de sa mère. 

### Scolarité
Dans un premier temps, son professeur est Odo Bujwid, fils d'un ami de son père. Bien qu'Odo soit de dix ans son aîné, ils se lient d'amitié. 
À partir de 1876, Kazimiera passe sa scolarité à Varsovie, au pensionnat pour filles Justyna Budzińska, où elle obtient un diplôme pour exercer comme professeur particulier. Après l'opposition de sa tante pour qu'elle continue ses études à l'étranger, et comme l'université de Varsovie n'admet pas les femmes, Bujwidowa s'inscrit finalement à une formation de couturière. Elle est aussi une des élèves de l'université volante, à la fin des années 1880. 

### Mariage

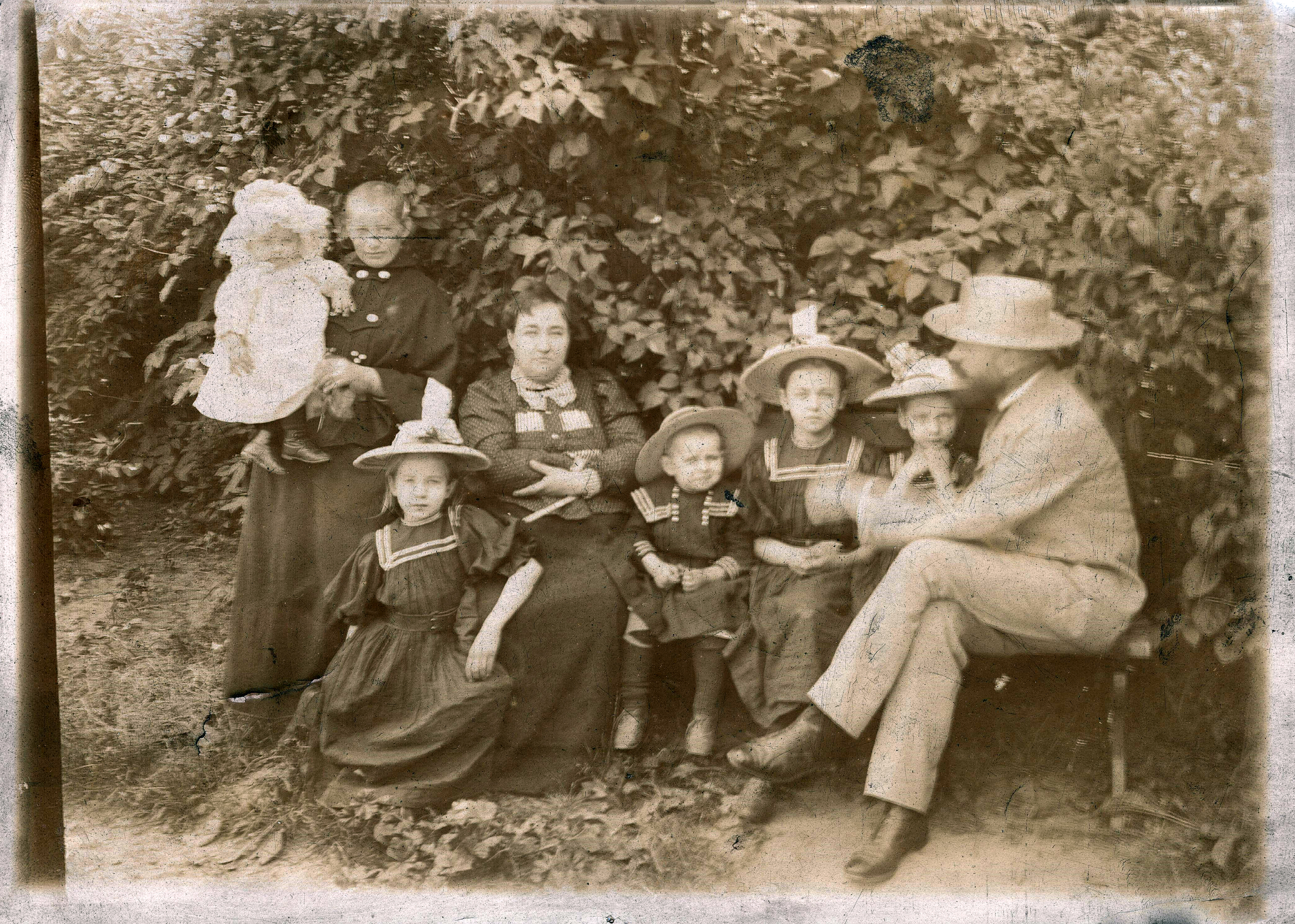
Kazimiera avec son mari et leurs 6 enfants, vers 1900.

Elle se marie en 1886 au bactériologiste polonais Odo Bujwid (son ancien professeur). Ensemble, ils ont 6 enfants : 4 filles et 2 garçons, entre 1888 et 1897.  
Après son mariage, elle travaille pour son mari comme assistante et technicienne de laboratoire.  

### Période cracovienne
En 1893, la famille Bujwid part à Cracovie, où Odo a obtenu un poste de professeur à l'université Jagellonne et dirige l'Institut pour la production de Sérums et Vaccins. Ce même institut est administré par Kazimiera.  
Après la révolution de 1905, elle et son mari accueillent et aident des jeunes fuyant le royaume de Pologne (partie russe de la Pologne).  
Pendant la première guerre mondiale, elle et son mari mettent en place un hôpital pour les blessés des légions polonaises.   
Après la guerre, elle est obligée d'arrêter ses activités militantes à cause d'une maladie chronique mais continue à défendre ses idées par l'écriture.  
Elle est promue en 1918 directrice de l'Institut pour la production de Sérums et Vaccins, qu'elle gère jusqu'à sa mort.  
Elle meurt à Cracovie le 8 octobre 1932.  

## Activités militantes

### Défense de l'éducation des femmes
Dans les années 1890, elle participe à des campagnes visant à réduire l'illettrisme, promouvoir l'éducation pour les femmes et créer des salles de lecture pour la jeunesse, et ce à la fois à Varsovie et à Cracovie. 
En 1891, elle présente par le biais de Jan Karłowicz (pl) (car elle ne peut pas participer aux débats) une motion au congrès des médecins et naturalistes à Lviv. Cette motion, visant à faire admettre les femmes comme étudiantes dans l'enseignement supérieur, est adoptée par une faible majorité. Elle représente la même motion au premier congrès des pédagogues polonais, en 1894, où elle tient le rôle de représentante pour Cracovie. 
À partir de 1893, Kazimiera Bujwidowa s'implique dans la société des écoles élémentaires (pl) (en polonais Towarzystwo Szkoły Ludowej ou TSL) dont elle devient un des membres du conseil d'administration entre 1899 et 1901. 
En 1895, elle fait partie des fondateurs et préside la Czytelnia dla kobeit (salle de lecture pour femmes) de Cracovie,. En 1903, c'est dans ce cadre que se crée une section pour la défense des droits des femmes, dont elle devient la première présidente, section qui participe aux campagnes électorales et à des meetings féministes. Cette section défend aussi les droits des enfants et lutte notamment pour la protection des enfants illégitimes.   
Elle fait aussi partie du conseil d'administration de l'université populaire Adam Mickiewicz, une organisation éducative cherchant à améliorer l'éducation de masse. 
En 1894, elle lance une campagne pour que les femmes aient accès à l'université, et gère les candidatures à la fois collectives et individuelles de nombreuses femmes aux universités de Lviv et Cracovie. Finalement, en 1897, ces deux universités ouvrent leurs départements de philosophie et de médecine aux femmes.  
Elle contribue à fonder en 1896 le premier lycée pour filles en Pologne via l'association J. I. Kraszewski d'assistance scientifique pour les femmes polonaises. Ce lycée avait un programme d'études identique à celui prévu pour les garçons et permettait de se présenter à la maturité et accéder aux études supérieures. La dénomination officielle du lycée est Towarzystwo Szkoły Gimnazjalnej Żeńskiej. L'école ouvre avec seulement 24 élèves mais ce nombre augmente rapidement jusqu'à être multiplié par dix en 1908-1909. Le cursus se composait de quatre années mais il est porté à six, par l'ajout de deux ans de cours préparatoires, en 1904. À la suite de dissensions, Kazimiera démissionne de ses fonctions au sein de l'école en 1914.  
Elle est élue en 1900 au comité gérant l'école pour adultes analphabètes du quartier de Kleparz (en) à Cracovie.  
Kazimiera Bujwidowa signe des pétitions demandant une égalité totale entre hommes et femmes à l'université : en 1904, à destination de la diète de Galicie (en) et en 1910, pour le Landtag de Vienne. 
Elle considère qu'une organisation de femmes n'est réellement progressiste que si elle défend l'émancipation politique et éducative pour celles-ci. Kazimiera pense qu'aussi bien l'école que les mères ont un rôle crucial pour construire une société meilleure. Pour cela, les femmes devraient être formées dans des domaines aussi variés que la pédagogie, la psychologie et l'hygiène. En 1909, dans ce but, elle participe au deuxième congrès des pédagogues polonais, à Lviv,  comme vice-présidente de la section sur l'éducation des filles. 
Elle défend aussi l'enseignement mixte et gratuit. Pour elle, l'éducation commune est un facteur déterminant de la compréhension entre les deux sexes et par conséquent du respect des droits de chacun, ce qui mènerai à l'égalité.

### Athéisme
Kazimiera Bujwidowa se déclare officiellement athée et abandonne la religion catholique dans les années 1890.  Ce positionnement ainsi que sa fréquentation des cercles socialistes et féministes entraînent une ostracisation de la famille Bujwid à Cracovie. 
Elle s'oppose aussi à ce que la religion soit incluse dans l'enseignement scolaire. 
En 1906, elle finance la publication d'un manifeste anticlérical du comité de la jeunesse de Cracovie, Młodzież społeczeństwu (littéralement « la jeunesse à la société »). 

### Engagement en faveur du droit de vote des femmes
En 1896, elle préside une délégation envoyée à la diète de Galicie (en) pour demander le plein droit de vote pour les femmes aux élections de la diète ; celles-ci étaient en effet obligées de passer par un homme pour voter, ce qui entraînait de nombreux abus. 
Elle coorganise le 1er congrès des femmes polonaises à Varsovie en octobre 1905. Elle est présente à ce congrès chaque année jusqu'en 1917. C'est là qu'elle tisse des liens avec des féministes des régions polonaises annexées par la Russie. 
En 1908, se tient la première élection du parlement autrichien impliquant tout l'empire austro-hongrois, mais les femmes sont exclues du vote. En réponse, Bujwidowa et d'autres suffragistes présentent Maria Dulębianka comme candidate à la diète de Galicie.  
Elle rejoint en 1909 à Cracovie le comité pour l'égalité des droits des femmes polonaises. Celui-ci a noué des contacts à l'international grâce à sa participation au 5e congrès de l'alliance internationale pour le suffrage des femmes, qui a eu lieu à Londres la même année. 
Elle participe en 1912, comme déléguée pour la Galicie, au 1er congrès autrichien sur les droits électoraux des femmes, qui se tient à Vienne, et mène à la fondation à Cracovie de la section polonaise de l'union autrichienne pour le droit de vote des femmes. C'est à la suite de ce congrès qu'elle est choisie pour être une des déléguées envoyées au premier ministre autrichien pour lui exposer les résolutions du congrès.   
Malgré ses actions pendant les élections, Kazimiera Bujwidowa n'a jamais appartenu à un parti politique.

## Hommages

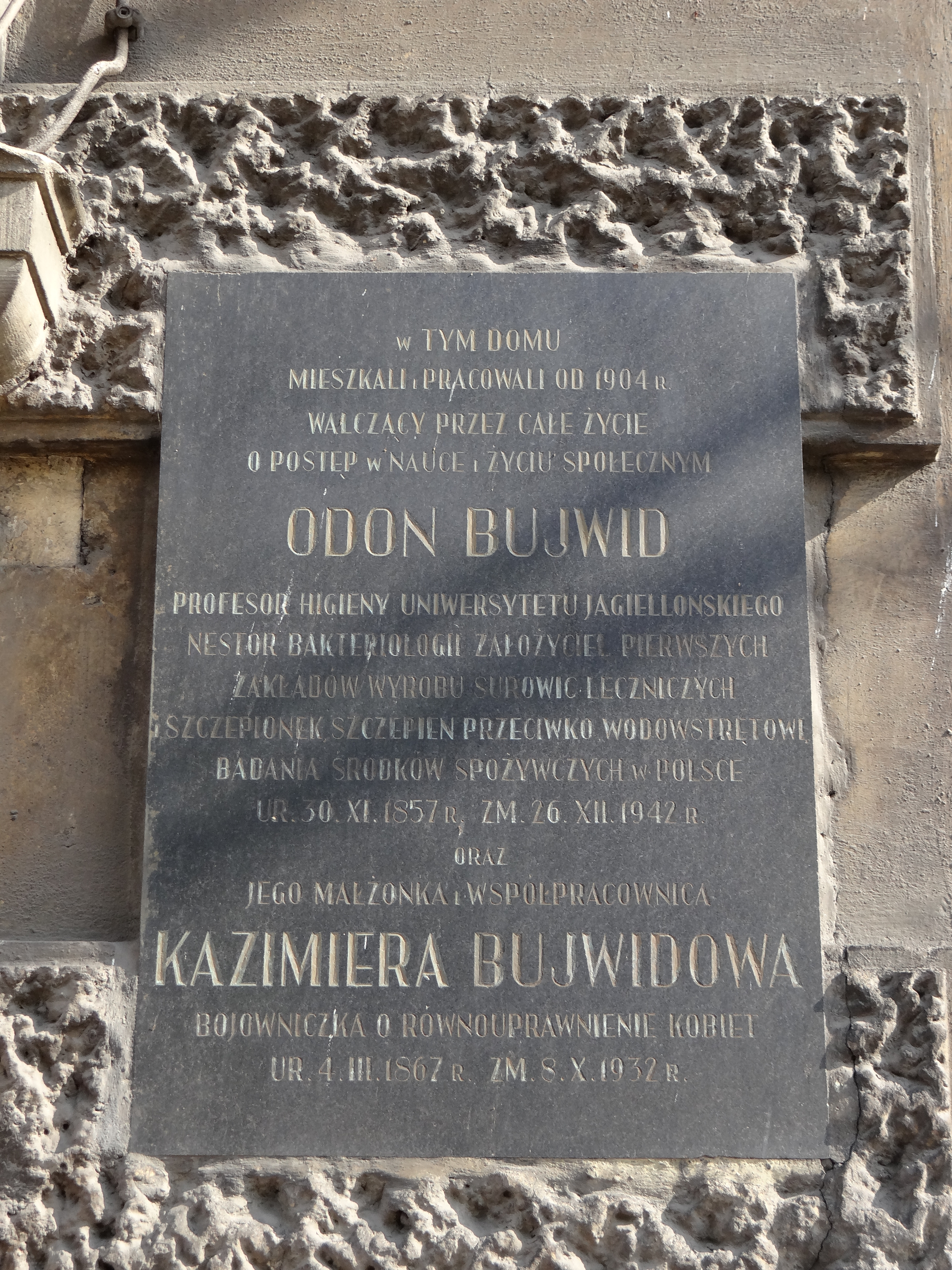
Plaque en mémoire de Kazimiera et Odo Bujwid, sur la façade du 34 rue Lubicz à Cracovie.

Un musée nommé d'après son mari est ouvert le 22 avril 1964 dans l'ancien immeuble où la famille habitait à Cracovie. Basé sur une idée de sa fille Zofia Mostowska, il est mené à son terme par les petits-enfants de Bujwidowa. Bien que portant le nom d'Odo, le musée présente aussi le parcours de Kazimiera. 
Une plaque est apposée en leur mémoire sur la façade de cet immeuble, au 34 rue Lubicz à Cracovie. 

## Œuvres

### Articles
Elle écrit pour le journal Nowa Reforma entre 1902 et 1907 et pour le magazine féministe Ster entre 1907 et 1911.
Elle a, de façon discontinue (1903-1904, 1907, 1911), sa propre colonne sur le mouvement féministe dans le journal Krytyka (Critique).

### Pamphlets et manifeste
- 1903 : Domy ludowe
- 1903 : Prawa nauczycielek
- 1905 : Reforma wychowania i ochrona dziecka
- 1909 : Czy kobieta powinna mieć te same prawa co mężczyzna
- 1910 : U źródeł kwestii kobiecej
- 1913 : O postępowym i niepostępowym ruchu kobiecym w Galicji
- 1918-1919 : Deklaracja Programowa kobiet wobec nadchodzących wyborów do Sejmu Ustawodawczego

### Éditrice
- 1903 : Głos kobiet w kwestii kobiecej, recueil d'articles écrits par des féministes polonaises.